# Gudenusgrottan

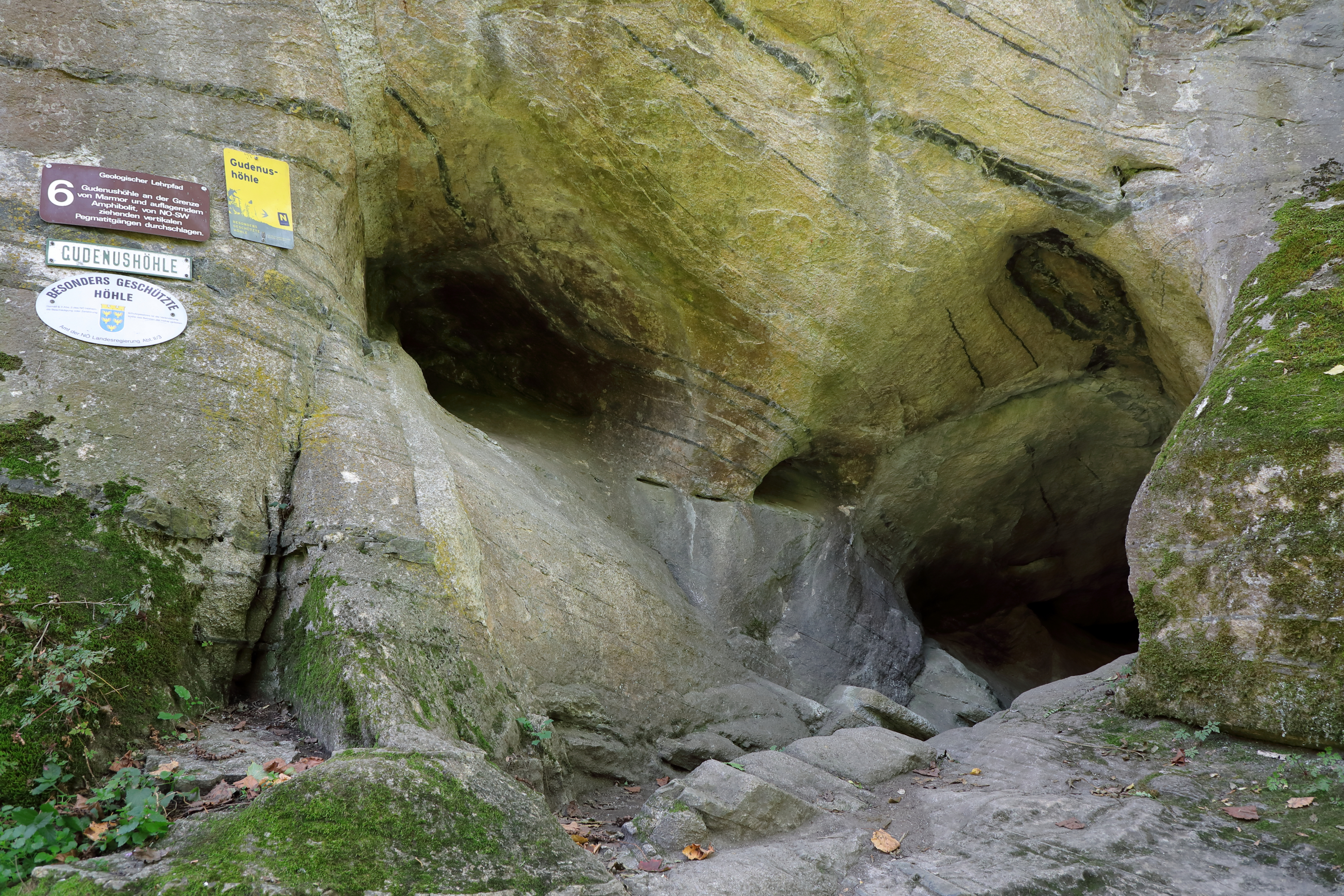
En av grottans ingångar.

Gudenusgrottan (Gudenushöhle) är en grotta väster om staden Krems i Niederösterreich och en viktig arkeologisk fyndplats från 
äldre stenåldern. Den är belägen i berget under Burg Hartenstein 7,5 meter över floden Kleiner Krems och är uppkallad efter släkten Gudenus som ägde borgen till år 1926. 
Grottan, som är 30 meter lång och fyra meter bred med två ingångar och en öppning i taket, var bebodd av en grupp neandertalare för omkring 70 000 år sedan. Den besöktes första gången i nyare tid år 1884 av lokala forskare som tog sig in genom en 90 centimeter hög öppning, som senare har utökats till 2,5 meter.
Bland fynden i grottan kan nämnas benrester av saigaantilop samt  handkilar, skrapverktyg och bearbetade djurben från moustérienkulturen. I de övre kulturlagren från Magdalénienkulturen, cirka 18 000–10 000 f.Kr, har man hittat en benflöjt och ett örnben med ett inristat  renhuvud.
Grottan nås via en vandringsled från Maigenmühle mellan Albrechtsberg och Weinzierl am Walde.